# TecDAX
De TecDAX is een Duitse aandelenindex waarop de 30 grootste technologiebedrijven van Duitsland zijn genoteerd en weerspiegelt de waardeontwikkeling van de naar marktkapitalisatie en handelsvolume grootste dertig (30) beursgenoteerde Duitse technologiebedrijven. De TecDAX is een van de drie aandelenindices naast de DAX. De overige aandelenindices die verbonden zijn aan de DAX zijn de MDAX en de ÖkoDAX.

## Bedrijven
De volgende 30 bedrijven zijn genoteerd op de index per 19 september 2011:
- ADVA Optical Networking
- Aixtron
- BB Biotech
- Bechtle
- Cancom AG
- Carl Zeiss Meditec
- Dialog Semiconductor
- Drägerwerk
- Drillisch
- Euromicron
- Evotec
- Freenet
- Jenoptik
- Kontron
- LPKF Laser & Electronics
- MorphoSys
- Nordex
- Pfeiffer Vacuum
- PSI AG
- Qiagen
- QSC
- Sartorius
- SMA Solar Technology
- Software AG
- Stratec Biomedical Systems
- Süss MicroTec
- Telefónica Germany
- United Internet
- Wirecard
- XING